# Жамбалнимбуев, Бато-Жаргал
Бато-Жаргал Жамбалнимбуев (род. 5 августа 1948 года) — аудитор Счётной палаты Российской Федерации (2013—2018), член Совета Федерации Федерального Собрания Российской Федерации: представитель Агинской Бурятской окружной Думы, представитель от исполнительного органа государственной власти Забайкальского края (2001—2013 гг.).

## Биография
Родился в 1948 году, в поселке Агинское, Агинского Бурятского автономного округа. С 1966 года работал на Орловском ГОКе слесарем-электриком. В 1973 году закончил Томский политехнический институт им. С. М. Кирова, после чего остался в нём работать до 1981 года. В институте был ассистентом, затем старшим преподавателем института, учился в аспирантуре. С 1981 по 1991 год работал в Читинском политехническом институте, был старшим преподавателем, доцентом, заведующим кафедрой.
14 марта 2001 года получил должность сенатора в Совете Федерации, представлял интересы Агинской Бурятской окружной думы. 23 ноября 2005 года полномочия Жамбалнимбуева в Совете Федерации были подтверждены повторно. Входил в состав Комитета СФ по вопросам экономической политики, Комитета по международным делам, был членом Комиссии по контролю за обеспечением деятельности Совета Федераций и Комиссии по естественным монополиям, Председателем подкомиссии по развитию нефтегазовой отрасли, трубопроводному транспорту и терминалам Комиссии Совета Федерации по естественным монополиям. Комитета СФ по природным ресурсам и охране окружающей среды. Заместитель председателя Комиссии СФ по контролю за обеспечением деятельности Совета Федерации. Член Комитета Совета Федерации по бюджету и финансовым рынкам. 15 декабря 2010 года полномочия Жамбалнимбуева были подтверждены в третий раз. На 112 Ассамблее Межпарламентского союза (Манила, Филиппины) избирался вице-президентом Постоянного Комитета по вопросам мира и безопасности. На 124 Ассамблее (Панама) избран вице-президентом Постоянного Комитета по вопросам устойчивого развития, финансов и торговли. Является с 2004 года членом делегации Совета Федерации в Парламентской Ассамблее НАТО. Жамбалнимбуев имеет ученую степень кандидата технических наук и звание доцента. 25 сентября 2013 года по представлению Президента Российской Федерации В. В. Путина назначен Советом Федерации Федерального Собрания Российской Федерации аудитором Счётной палаты Российской Федерации. Являлся членом Правительственной комиссии по вопросам агропромышленного комплекса и устойчивого развития сельских территорий, членом Комиссии Правительства Российской Федерации по вопросам развития рыбохозяйственного комплекса, членом Совета по развитию лесного комплекса при Правительстве Российской Федерации. 23 ноября 2018 года Совет Федерации освободил Жамбалнимбуева от должности аудитора.
Женат, имеет четверых детей, семерых внуков.

## Награды и звания
- Орден Дружбы (8 февраля 2019) — за заслуги в укреплении системы государственного финансового контроля и многолетнюю добросовестную работу[2]
- Медаль «В память 300-летия Санкт-Петербурга»
- Медаль «В память 1000-летия Казани»
- Почётная грамота Президента Российской Федерации (24 февраля 2012) — за активное участие в законотворческой деятельности и многолетнюю добросовестную работу
- Почетная грамота Совета Федерации Федерального Собрания Российской Федерации
- Почетная грамота Счетной палаты Российской Федерации
- Знак отличия "Заслуженный сотрудник Счетной палаты Российской Федерации
- Медаль "За заслуги перед Забайкальским краем